# Louis-Joseph de Montcalm
Louis-Joseph de Montcalm-Gozon, Marchese di Saint-Véran, meglio noto come il Marchese di Montcalm (Vestric-et-Candiac, 28 febbraio 1712 – Québec, 14 settembre 1759), è stato un generale francese, comandante in capo delle forze francesi in Nord America durante la guerra dei sette anni.
Era figlio di Marie-Thérèse de Pierre e di Louis-Daniel de Montcalm.
Figura controversa, è ricordato soprattutto per il suo ruolo nelle battaglie di Fort William Henry e Fort Carillon e durante la caduta di Québec.
È ritenuto responsabile del massacro di Fort William Henry, benché non avesse preso parte attiva all'azione; è anche ritenuto l'ultimo difensore del Canada francese, difendendo il quale morì in battaglia.

## Biografia
All'età di nove anni, il 16 agosto 1721, ricevette il grado di enseigne nel 50º reggimento di Hainaut. Otto anni dopo ottenne, dietro cospicuo compenso, il grado di capitano nel medesimo reggimento. Alla morte del padre, nel 1735, divenne marchese di Saint-Véran, ereditando così gli onori, i diritti e le prebende della posizione. La sua posizione finanziaria migliorò sposando Angelica Talon du Boullay.

### Le guerre in Europa
Partecipò alla guerra di successione polacca, in particolare agli assedi di Kehl e di Filisburgo rispettivamente nel 1733 e 1734; partecipò quindi alla guerra di successione austriaca, prestando servizio in Renania agli ordini di Maurizio di Sassonia e del duca di Berwick.
Allo scoppio della guerra di successione austriaca ottenne l'incarico di aiutante di campo del luogotenente generale Philippe Charles de La Fare e venne ferito durante l'assedio di Praga. Il 6 marzo 1743
ricevette il grado di colonnello e l'anno successivo venne insignito del titolo di Cavaliere di San Luigi. Partecipò quindi alla campagna d'Italia combattendo a Piacenza nel 1746 e rimando ferito e fatto prigioniero. Nel 1747 venne nominato brigadiere generale da Luigi XV e rimase nuovamente ferito nella battaglia dell'Assietta.

### La guerra nel Nord America

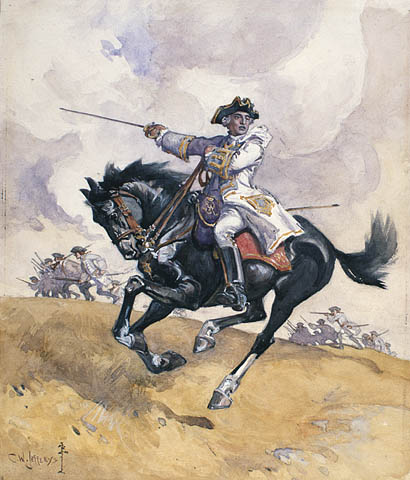
Montcalm alla testa delle sue truppe sulle piane d'Abraham.
Acquarello di Charles William Jefferys.

Fu quindi inviato a Québec nel 1756 come comandante delle truppe francesi nell'America del Nord durante la guerra dei sette anni.
Nella primavera del 1756 fu nominato maresciallo di campo per le operazioni nella Nuova Francia. Le sue prime campagne militari contro gli inglesi riscossero grandi successi. Egli rafforzò le difese del Forte Carillon sul lago Champlain; catturò e distrusse il forte Oswego nel medesimo anno. La sua vittoria a forte William Henry venne rovinata dai suoi alleati amerindi. Riportò poi nel 1758 una vittoria insperata a forte Carillon e nell'autunno del medesimo anno fu promosso tenente generale, secondo grado nella gerarchia militare francese. Sostenne l'assedio di Québec per tre mesi, prima di morire in battaglia contro le truppe inglesi guidate dal generale James Wolfe (perito anch'egli nella medesima battaglia).

## Riconoscimenti

### Riconoscimentipost mortem

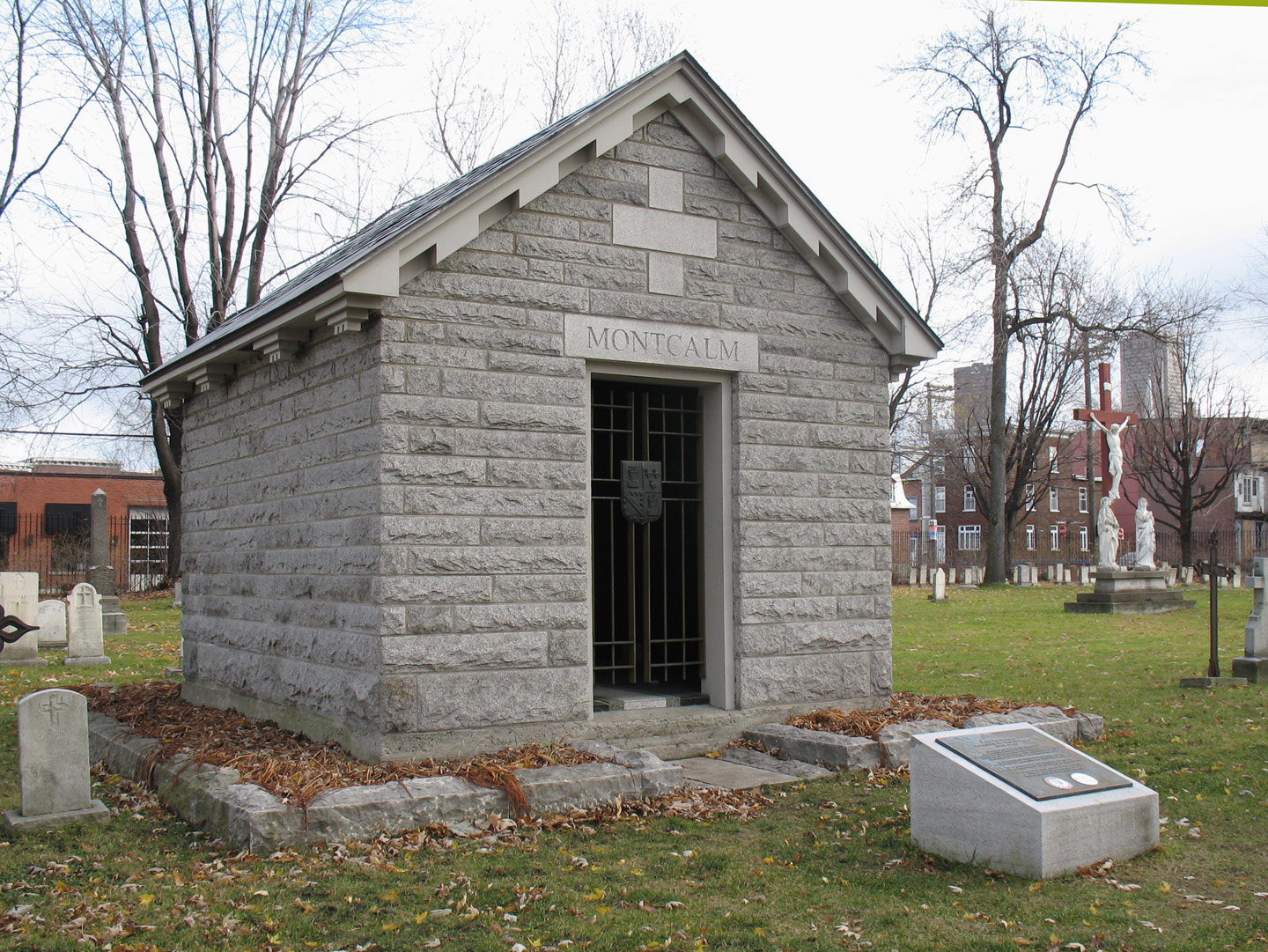
Il mausoleo di Montcalm à Notre-Dame-des-Anges.

- A Louis-Joseph de Montcalm è dedicato un mausoleo nel cimitero dell'Ospedale generale di Québec.
- È stato il "padrino" della 167ª promozione (1980-1982) dell'École spéciale militaire de Saint-Cyr in Francia.
- Molte navi della Marina militare francese portano o hanno portato il suo nome :
  - Un incrociatore corazzato (1902-1943),
  - Un incrociatore che ha combattuto durante la seconda guerra mondiale,
  - Una fregata antisommergibile.
- Il quartiere Montcalm della città di Québec e la nuova città di Candiac gli rendono omaggio.
- Una placca è stata dedicata alla sua memoria nel 2009 a Brest (Finistère), nel giardino dell'Accademia di marina, per ricordare l'imbarco di 7800 soldati e marinai di Brest verso la Nuova Francia e il 250º anniversario della morte di Montcalm.
- Montcalm è stato rappresentato ne L'ultimo dei Mohicani, di James Fenimore Cooper e nei suoi adattamenti cinematografici.